# Parácuaro, Guanajuato
Parácuaro är en ort i Mexiko.   Den ligger i kommunen Acámbaro och delstaten Guanajuato, i den centrala delen av landet, 190 km väster om huvudstaden Mexico City. Parácuaro ligger 1 864 meter över havet och antalet invånare är 5 389.
Terrängen runt Parácuaro är kuperad norrut, men söderut är den platt. Runt Parácuaro är det ganska tätbefolkat, med 155 invånare per kvadratkilometer. Närmaste större samhälle är Acámbaro, 13,4 km söder om Parácuaro. Trakten runt Parácuaro består till största delen av jordbruksmark.